# Michael Ilgner
Michael Ilgner (* 1. Mai 1971 in Werneck) ist ein deutscher Sportler und Manager.

## Leben
Michael Ilgner spielte Wasserball beim SV Würzburg 05. Er wurde 1990 in die deutschen Wasserballnationalmannschaft aufgenommen und war zeitweise deren Kapitän. Bei der Europameisterschaft 1995 errang er die Bronzemedaille. Bei den Olympischen Spielen 1996 in Atlanta erreichte er mit der Mannschaft den 9. Platz.
Nach einem Studium zum Wirtschaftsingenieur und anschließender Promotion in Mikroökonomie an der Universität Karlsruhe wurde er Mitglied des Vorstandes bei Booz Allen Hamilton. Im Jahr 2006 trat er als Vorsitzender der Geschäftsführung und Mitglied des Vorstands in die Stiftung Deutsche Sporthilfe ein. Im Zuge der Strukturreform der Stiftung wurde er zum 1. April 2010 zum hauptamtlichen Vorstandsvorsitzenden der Deutschen Sporthilfe berufen.
Zum 1. März 2020 wechselte Ilgner als Personalchef zur Deutschen Bank. Hier sollte er zusammen mit Fabrizio Campelli den Wandel in der Belegschaft organisieren. Statt wie bisher für 40 war er hier für 90.000 Mitarbeiter verantwortlich. Eine Beförderung in den Vorstand wurde durch die Europäische Zentralbank mit dem Verweis auf fehlende Führungserfahrung im Finanzsektor zunächst nicht gestattet.
Im April 2023 hatte Ilgner Anleihen der Deutschen Bank im Wert von 201.000 Euro eine Woche vor Veröffentlichung der Quartalszahlen gekauft und damit gegen interne Compliance-Richtlinien verstoßen. Die Regeln der Deutschen Bank verbieten hochrangigen Managern in den acht Wochen vor der Zahlenvorlage Geschäfte mit Wertpapieren des Geldhauses.
Am 30. Juni 2023 teilte die Deutsche Bank mit, dass Ilgner die Deutsche Bank zum 30. September 2023 verlässt.
Sein Bruder ist der Autor und Kulturmanager Sven Ilgner.